# Bartolomeo Rastrelli
Francesco Bartolomeo Rastrelli, né à Paris en 1700 et mort à Saint-Pétersbourg le 29 avril 1771, est un architecte italien qui fit toute sa carrière en Russie.

## Biographie
Il arriva le 4 avril 1716 en Russie avec son père Carlo Bartolomeo Rastrelli et fit toute sa carrière à la cour de Russie. Son père, lui aussi architecte et sculpteur à la cour de Russie, développa sur le tard un style baroque aisément reconnaissable, avant d'être limogé par Catherine II qui trouvait son style trop vieillot. Bartolomeo Rastrelli, quant à lui, fut un chantre d'un style baroque appelé baroque élisabethain faisant la transition avec le style néoclassique, dans une forme de plus en plus épurée appelée aussi le « Baroque Rastrelli ». Ce nouveau style dont il fut l'un de ceux qui lui préparèrent le chemin, c'est ce que l'on appelle en Russie, le « style Empire » (différent du style Empire français). Mais l'art de Rastrelli est encore empreint de références « rocaille ».

## Réalisations

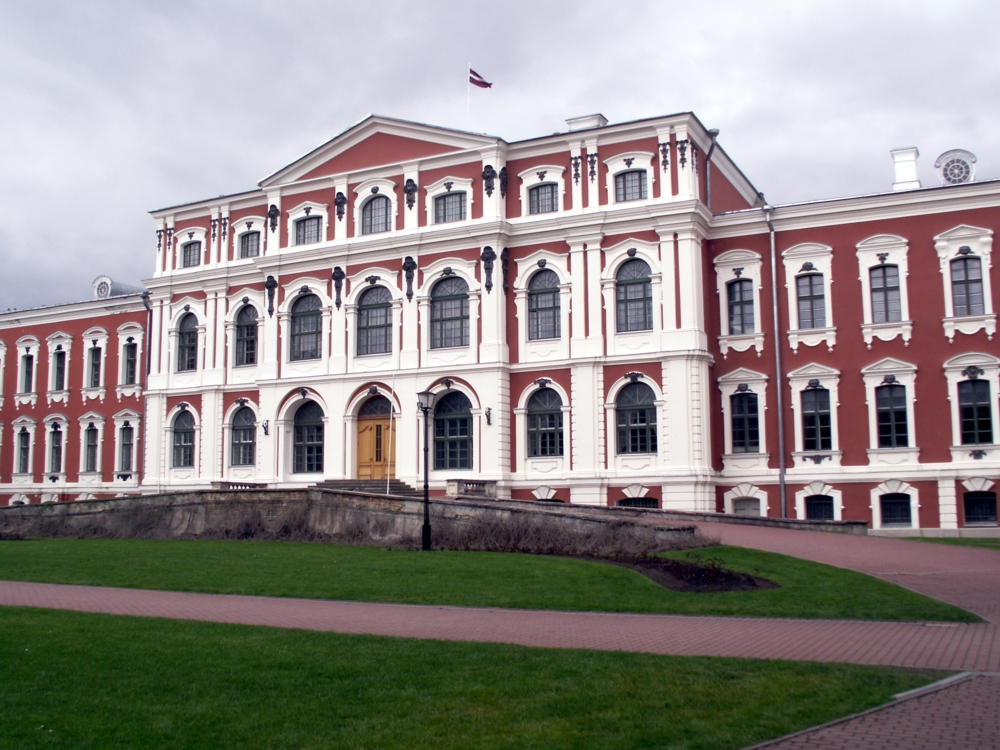
Palais de Mitau

- 1730 : Le palais d'Annenhof de Lefortovo à Moscou, démoli au XIXe siècle
- 1733 : Le premier palais d'hiver à Saint-Pétersbourg, en partie démoli
- 1736 : Le palais de Rundāle (autrefois château de Ruhenthal)
- 1738 : Le palais de Mitau à Jelgava (ex-Mitau)
- 1741 : Le palais d'été à Saint-Pétersbourg, démoli en 1797
- 1747 : Extension et rénovation du palais de Peterhof
- 1748 : Le Pont Panteleïmon à Saint-Pétersbourg, a été construit dans le style baroque
- 1749 : L'église Saint-André de Kiev
- 1749 : Le palais Vorontsov à Saint-Pétersbourg
- 1752 : Le palais de Catherine à Tsarskoïe Selo
- 1752 : Le palais Mariyinsky à Kiev, devenu résidence de cérémonie pour le président
- 1753 : Le palais Stroganov sur la Perspective Nevski à Saint-Pétersbourg
- 1753 : Le palais d'hiver à Saint-Pétersbourg
- ? : Le palais de Ropcha à Ropcha

## Galerie

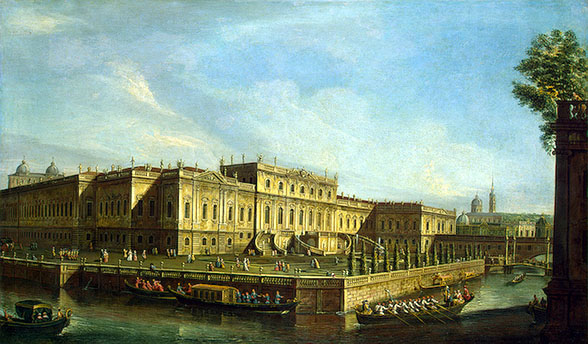
Le palais d'été à Saint-Pétersbourg
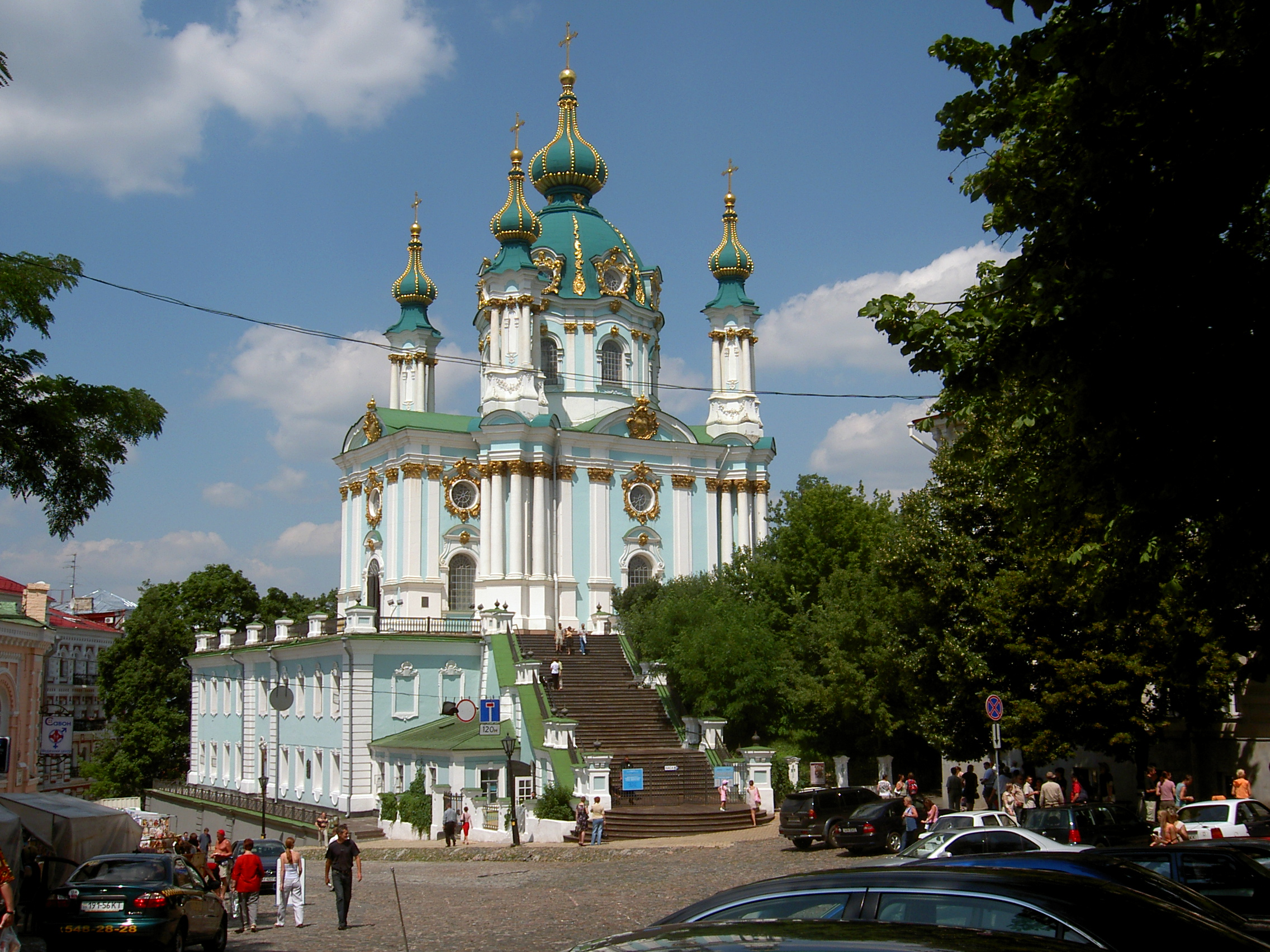
L'église Saint-André de Kiev
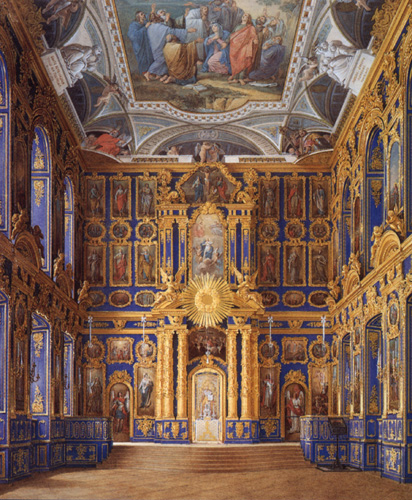
Chapelle du palais de Catherine à Tsarskoïe Selo
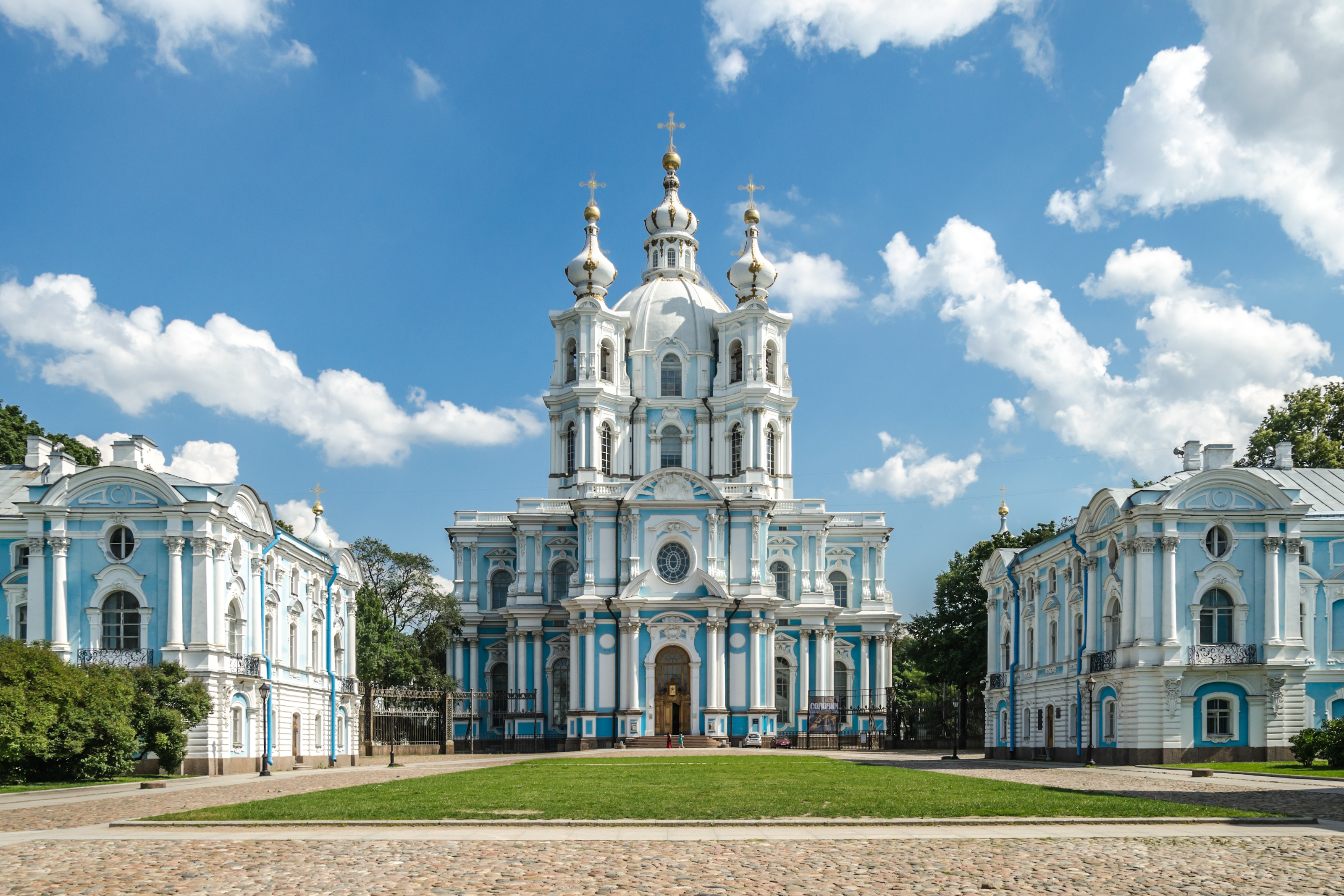
Le couvent Smolny à Saint-Pétersbourg